# Mientras agonizo
Mientras agonizo (en inglés: As I Lay Dying) es una novela publicada en 1930. Fue escrita por William Faulkner, uno de los novelistas más reconocidos de la literatura estadounidense del siglo XX. Es la quinta de su producción literaria, y fue escrita, según palabras del autor, en «seis frenéticas semanas», mientras trabajaba como bombero y vigilante nocturno en la central eléctrica de la Universidad de Misisipi. Faulkner se refirió a ella como un «tour de force».
El libro está narrado mediante la técnica del flujo de conciencia con 15 narradores en 59 capítulos. Es la historia de la muerte de Addie Bundren, la mujer de un humilde granjero de Misisipi, y la búsqueda de la familia, noble o egoísta, que quiere honrar su deseo de ser enterrada con «su gente» en el pueblo New Hope de Jefferson del siglo XX.
En el viaje, el niño favorito de Addie, Jewel, salva el cuerpo de su madre de una inundación y de las llamas. Además, se van revelando los pensamientos de cada uno de los Bundrens. Darl, el segundo mayor, demuestra dotes para averiguar el futuro e intenta terminar con el viaje familiar.
Tal y como ocurre en muchos trabajos de Faulkner, la historia está ambientada en Yoknapatawpha County, Misisipi, un condado imaginario que recuerda a Lafayette County en el que el autor vivió.